# Coupe au bol

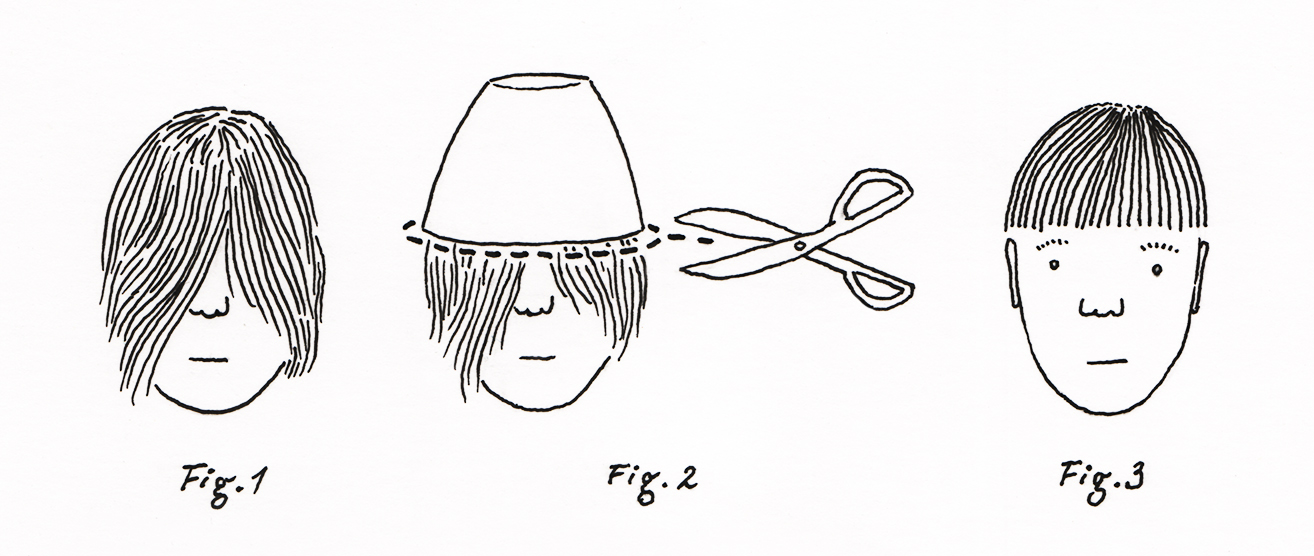
Représentation suivant une interprétation littérale de la coupe au bol.

Une coupe au bol ou coupe en écuelle ou coupe en sébile est une coupe de cheveux très simple selon laquelle les cheveux sont coupés en frange droite sur le front et sont de même longueur tout autour de la tête ; elle est parfois accompagnée d'une tonsure entre la base du crâne et la nuque et sur les tempes.
Son nom vient du fait que la coupe semble avoir été obtenue en posant un bol sur le crâne et en coupant tous les cheveux qui dépassent.
La coupe au bol est appréciée parce qu'elle peut être facilement effectuée par un non-professionnel mais elle est parfois considérée comme un attribut de la pauvreté parce qu'associée à l'impossibilité de payer un coiffeur.

## Histoire

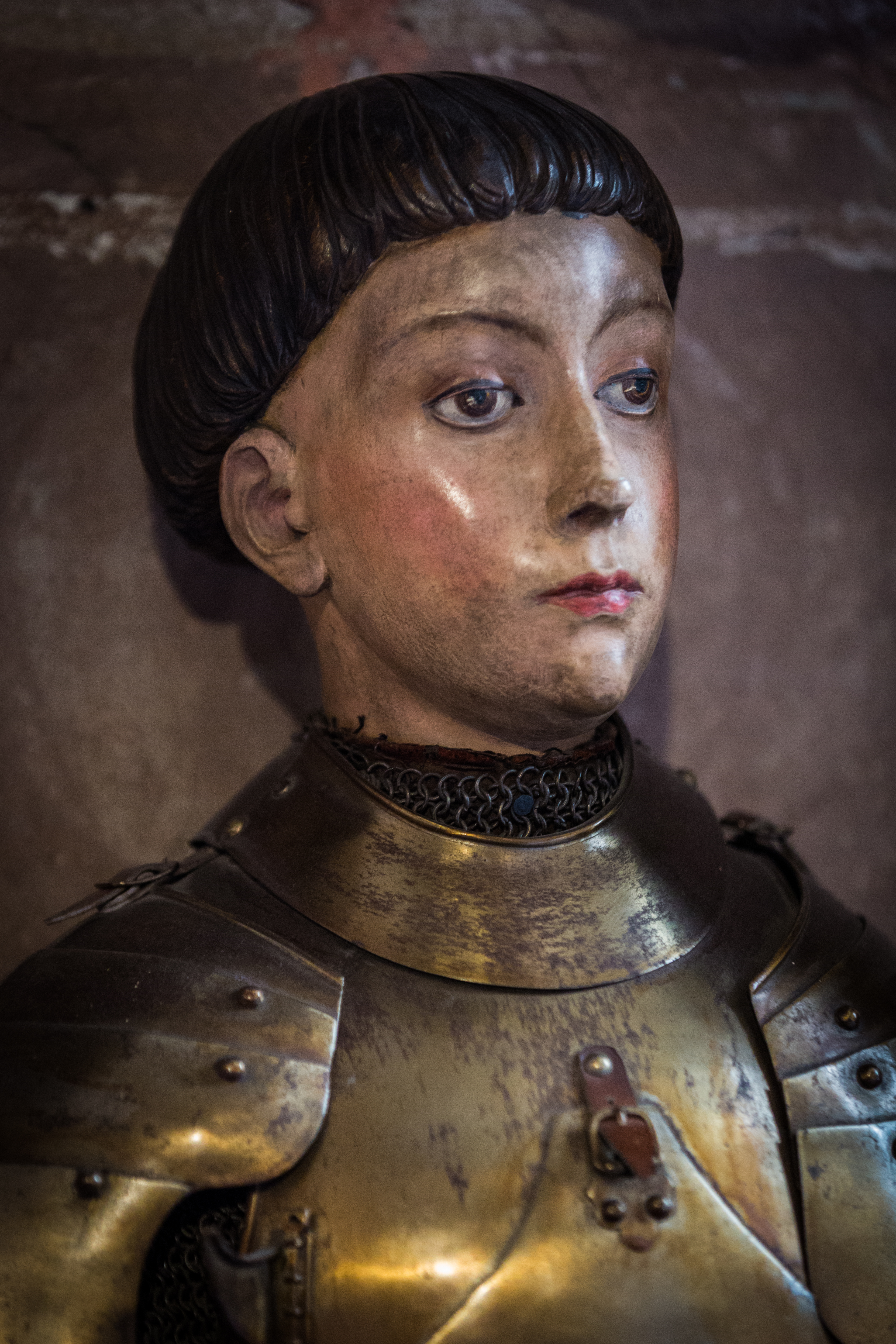
Représentation de Jeanne d'Arc portant armure et coupe en sébile (1937), cathédrale Notre-Dame de Strasbourg.

Caractéristique du Moyen Âge tardif en Europe, la coupe au bol est particulièrement populaire chez les hommes durant la première moitié du XVe siècle,,,,.
La coiffure était réalisée en posant effectivement un bol ou une calotte en cuir ou en métal sur le crâne et en coupant ou rasant tous les cheveux dépassant (cheveux sur la nuque et les tempes), ce qui laissait seulement comme une calotte sur le dessus de la tête. Pour ce faire, le barbier médiéval employait de manière rudimentaire son « outil essentiel » : des « ciseaux-couteaux à deux branches [...] communément appelés forces ».
Selon la médiéviste Françoise Michaud-Fréjaville, la mode de cette coupe « en écuelle » ou en « sébile », avec la nuque et les tempes rasées, s'expliquerait « par la forme des bassinets et la façon d'attacher le camail. »
En février 1429, avant de quitter Vaucouleurs pour aller rencontrer le roi Charles VII à Chinon, Jeanne d'Arc se fait couper les cheveux conformément à cette mode masculine ; elle arbore également un habit d'homme à compter de cette date,. En 1431, les actes de son procès de condamnation mentionnent malveillamment qu'elle a les cheveux « rasés en rond comme un coquet, un jeune à la mode. » Françoise Michaud-Fréjaville observe que « le mot mangone ne désigne pas un page comme on le traduit d'habitude, mais un personnage qui améliore une apparence pour la présenter à son avantage (« relooker », si j'ose dire). »

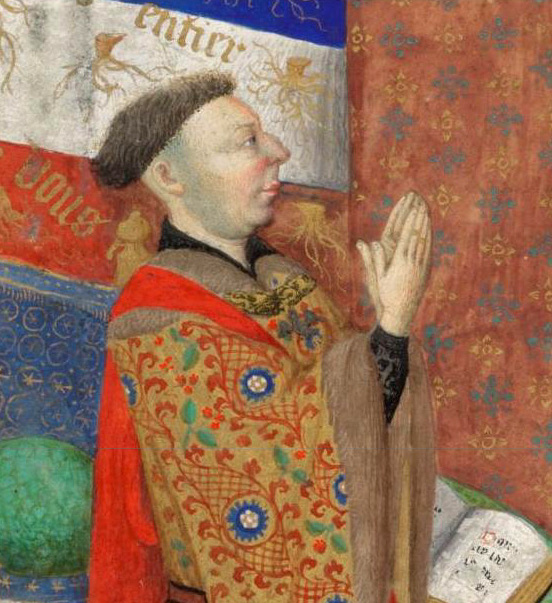
Le duc Jean de Bedford, vers 1415 (?) - 1430.
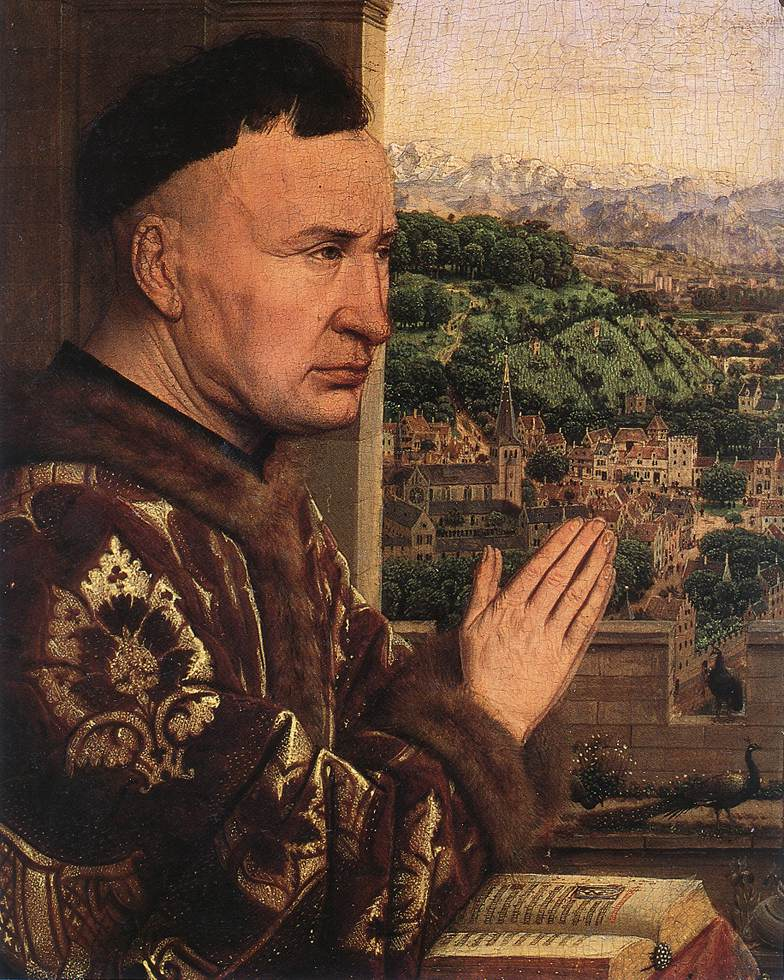
Le chancelier Nicolas Rolin, vers 1435.
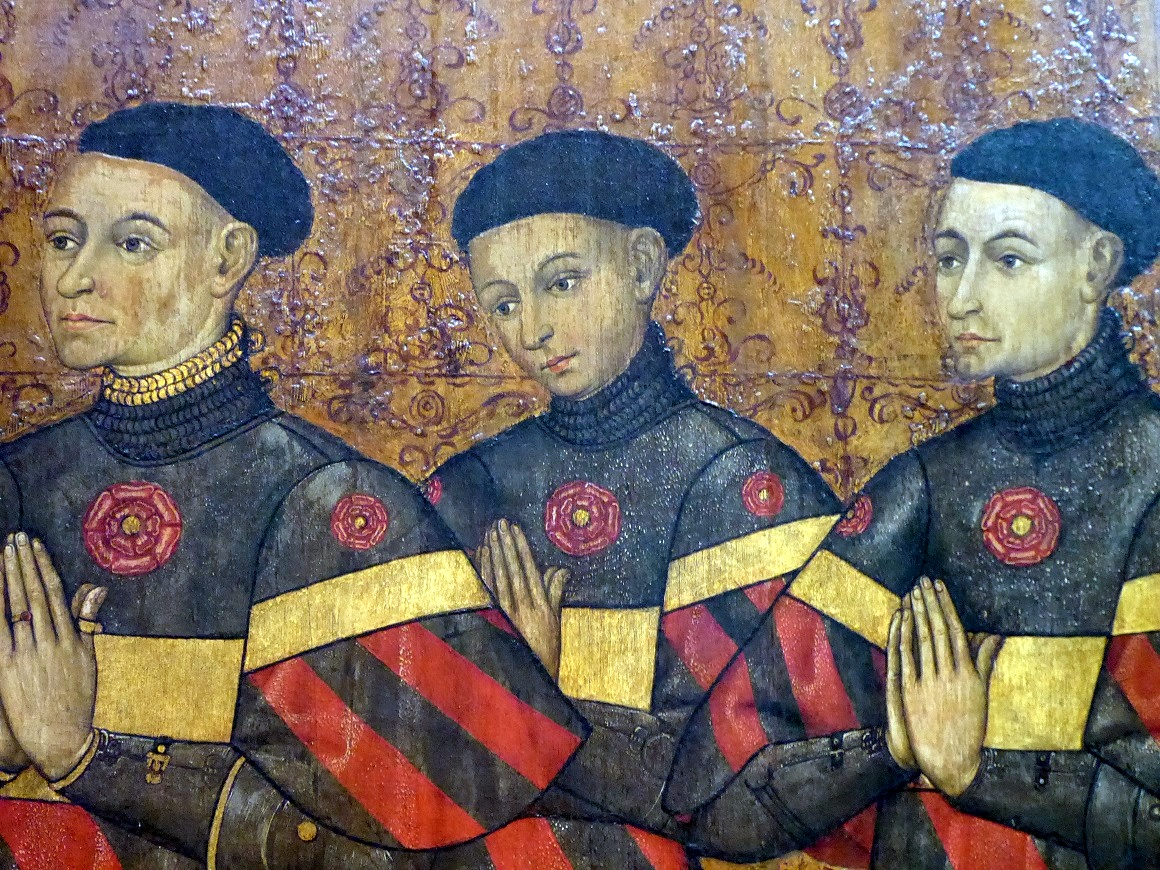
La famille Jouvenel des Ursins, vers 1445-1449.
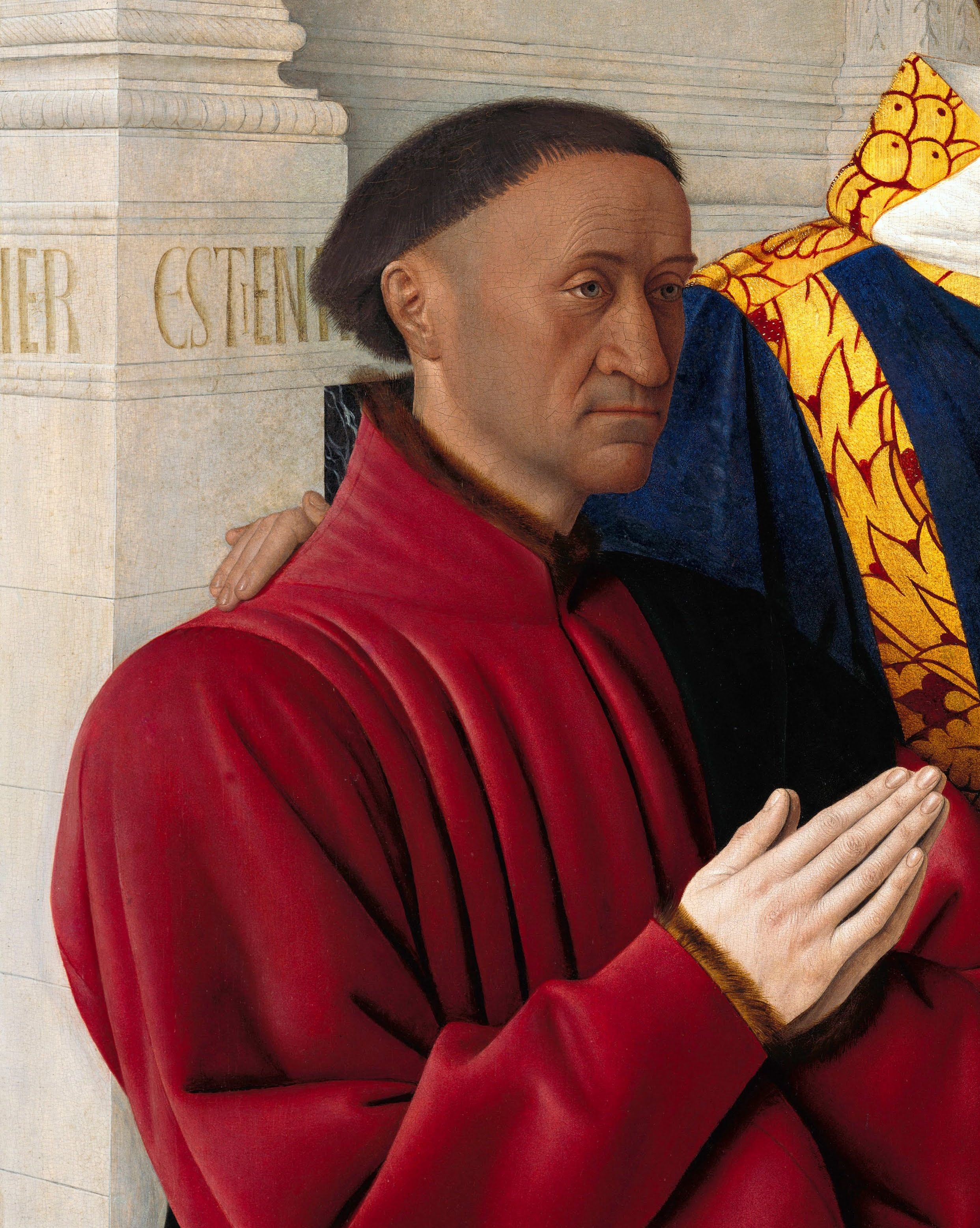
Étienne Chevalier, vers 1450.
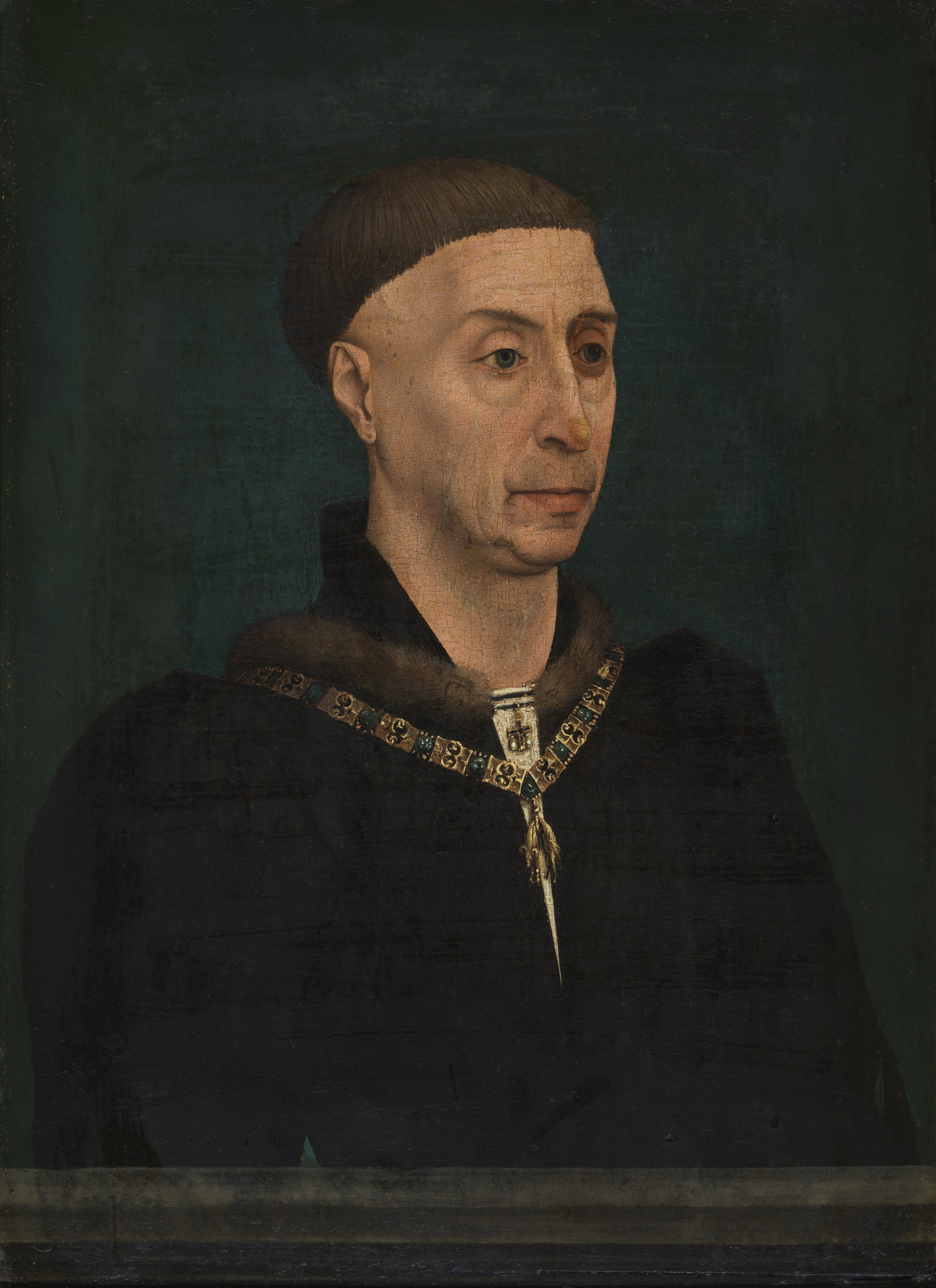
Le duc Philippe le Bon, vers 1450 (?).

## Usages récents
Bien que différent de la coiffure masculine adoptée par la Pucelle au XVe siècle, un style surnommé « coupe à la Jeanne d'Arc » se développe avec la vogue des cheveux courts féminins durant l'entre-deux-guerres,. Sa caractéristique la plus notable est la frange.
Dans le domaine de la mode, la coupe au bol est associée au coiffeur Vidal Sassoon qui en a créé une version artistique dans les années 1960 pour la styliste Mary Quant. Elle est ainsi l'une des nombreuses variantes du « Bob » de ce coiffeur, ou coupe au carré. Rapidement adoptée par des célébrités britanniques, elle devient aussi à cette époque la coupe de Danièle Gilbert et Mireille Mathieu. Aux États-Unis, la coupe au bol est popularisée par le jeune acteur Adam Rich, qui joue dans la série Huit, ça suffit ! de 1977 à 1981. Durant cette période, des milliers de parents américains adoptent cette coupe pour leur fils.
Après être relativement passée de mode, la coupe au bol revient au cours des années 2000 et 2010 en étant portée par, entre autres, Rihanna, Carey Mulligan et Agyness Deyn.